# Angiosperme
Le angiosperme (Angiospermae, Lindl.) sono una vasta divisione di piante delle spermatofite, che comprende piante annue o perenni con il massimo grado di evoluzione: in questa definizione rientrano le piante con fiore vero e con seme protetto da un frutto. Sono note anche sotto il nome di magnoliofite (Magnoliophyta Cronquist, Takht. & W.Zimm., 1966), denominazione utilizzata dal Sistema Cronquist.
Il Codice Internazionale di Nomenclatura Botanica (ICBN) permette, per i taxa di rango superiore alla famiglia, di usare indipendentemente nomi descrittivi tradizionali come Angiospermae o regolarmente derivati da un genere "tipo" come Magnoliophyta, che deriva dal genere Magnolia.
Compaiono nel registro fossile nel Cretaceo inferiore (circa 130 milioni di anni fa). Anche se alcuni autori hanno proposto alcuni esempi di angiosperme pre-cretaciche (ad esempio Sanmiguelia lewisi, dal Triassico superiore (circa 215 milioni di anni fa) del Nord America), l'attribuzione di questi fossili alle angiosperme rimane controversa.
In un tempo relativamente breve le angiosperme, grazie alla loro estrema varietà morfologica e fisiologica, sono diventate il gruppo di piante più vasto e diversificato del nostro pianeta: con circa 275 000 specie oggi viventi, che corrispondono ad oltre l'80% di tutti i vegetali terrestri, le angiosperme sono presenti in tutti i grandi biomi terrestri, dai deserti alle foreste pluviali. La ragione principale di tale successo evolutivo sembra essere legata soprattutto ad una trasformazione nella capillarità delle foglie che migliorò la loro efficacia fotosintetica.
La loro rapida diversificazione indusse Darwin a ipotizzare che si fossero evolute su un'isola o un continente ancora da scoprire.

## Descrizione
Le angiosperme si distinguono perché i loro semi sono avvolti da un frutto, che li protegge e ne facilita la disseminazione. Il nome significa infatti "seme protetto" (dal Greco αγγειον, ricettacolo, e σπερμα, seme).
Il raggruppamento comprende una varietà di piante erbacee, arbustive o arboree: si passa da alberi alti anche 100 metri (Myrtaceae) fino a minuscole piante erbacee (Araceae) di meno di 2 millimetri.
Il fiore delle angiosperme è una struttura più complessa degli strobili delle Pinofite, che condividono con le prime la riproduzione per mezzo di semi. Le angiosperme si distinguono dalle Gimnosperme anche per la presenza di trachee vere e proprie unite a canali più grandi e specializzati, gli "elementi dei vasi", che rendono più efficiente il trasporto idrico, e per essere l'unica divisione che comprende piante erbacee in senso proprio.
Le angiosperme presentano il fenomeno della "doppia fecondazione", così chiamato perché all'interno dell'ovario avvengono due fecondazioni: uno dei due nuclei spermatici contenuti nel granulo pollinico (trasportati all'interno dell'ovario attraverso il tubetto pollinico) una volta raggiunto l'ovario, feconda la cellula proendospermatica (diploide, diventerà triploide, dando origine all'endosperma del seme); l'altro nucleo invece feconda l'oosfera (che darà vita a uno zigote).
Le Angiosperme, letteralmente “piante con seme protetto”, sono così chiamate perché il loro seme è contenuto nel frutto. Sono comunemente indicate come latifoglie, per il carattere delle foglie a lamina variamente espansa. A esse appartengono tutte le piante con fiori e vengono divise in due gruppi, le monocotiledoni e le dicotiledoni, in base alla presenza di una o due foglie embrionali nei loro semi. Essendosi ben adattate a qualunque clima, dominano tutti gli ambienti terrestri.

## Biologia
Le angiosperme sono nate come piante specializzate nella impollinazione zoogama. Tuttavia, nel corso dell'evoluzione molte di esse sono tornate all'impollinazione ad opera di agenti non biologici, soprattutto il vento. I fiori sono allora diventati piccoli, numerosi e poco appariscenti. L'impollinazione anemofila è apparsa indipendentemente in numerosi gruppi di angiosperme sia monocotiledoni (Poaceae) che dicotiledoni (Salicaceae, Fagaceae).
La capacità delle angiosperme di stabilire sinergie con gli insetti e altri animali, nei processi di impollinazione e di disseminazione, è una delle ragioni del loro successo evolutivo. Piante e animali sono stati protagonisti di un fenomeno di coevoluzione che ha consentito loro di raggiungere gli attuali livelli di elevata biodiversità.

## Classificazione filogenetica APG IV
La classificazione APG IV pubblicata nel 2016 dall'Angiosperm Phylogeny Group suddivide le angiosperme nei seguenti cladi:
- clade angiosperme basali
ordine Amborellales
ordine Nymphaeales
ordine Austrobaileyales

- clade mesangiosperme
clade Magnoliidi
ordine Canellales
ordine Laurales
ordine Magnoliales
ordine Piperales
linea indipendente (independent lineage)
ordine Chloranthales
clade Monocotiledoni
ordine Acorales
ordine Alismatales
ordine Asparagales
ordine Dioscoreales
ordine Liliales
ordine Pandanales
ordine Petrosaviales
clade Commelinidi
ordine Arecales
ordine Commelinales
ordine Poales
ordine Zingiberales
clade probabili affini delle eudicotiledoni (probable sister of eudicots)
ordine Ceratophyllales
clade Eudicotiledoni
ordine Buxales
ordine Proteales
ordine Ranunculales
ordine Trochodendrales
clade Eudicotiledoni centrali (core eudicots)
ordine Gunnerales
ordine Dilleniales
clade  Superrosidi
ordine Saxifragales
clade Rosidi
ordine Vitales
clade Eurosidi I (o fabidi)
ordine Cucurbitales
ordine Fabales
ordine Fagales
ordine Rosales
ordine Zygophyllales
clade COM
ordine Celastrales
ordine Malpighiales
ordine Oxalidales
clade Eurosidi II (o malvidi)
ordine Brassicales
ordine Crossosomatales
ordine Geraniales
ordine Huerteales
ordine Malvales
ordine Myrtales
ordine Picramniales
ordine Sapindales
clade Superasteridi
ordine Berberidopsidales
ordine Caryophyllales
ordine Santalales
clade Asteridi
ordine Cornales
ordine Ericales
clade Euasteridi I (o lamiidi)
ordine Boraginales
ordine Garryales
ordine Gentianales
ordine Icacinales†
ordine Lamiales
ordine Metteniusales†
ordine Solanales
ordine Vahliales
clade Euasteridi II (o campanulidi)
ordine Apiales
ordine Aquifoliales
ordine Asterales
ordine Bruniales
ordine Dipsacales
ordine Escalloniales
ordine Paracryphiales

## Classificazione tradizionale di Cronquist
Le angiosperme (Magnoliophyta) vengono classificate in base al sistema Cronquist nel seguente modo:

### Dicotiledoni (Magnoliopsida)
- - Asterales
  - Callitrichales
  - Calycerales
  - Campanulales
  - Dipsacales
  - Gentianales
  - Lamiales (o Scrophulariales)
  - Plantaginales
  - Polemoniales
  - Solanales
- Sottoclasse Caryophyllidae comprendente gli ordini:
  - Caryophyllales
  - Plumbaginales
  - Polygonales
- Sottoclasse Dilleniidae comprendente gli ordini:
  - Batales
  - Capparales
  - Diapensiales
  - Dilleniales
  - Ebenales
  - Ericales
  - Lecythidales
  - Malvales
  - Nepenthales
  - Primulales
  - Salicales
  - Sarraceniales
  - Theales
  - Violales
- Sottoclasse Hamamelididae comprendente gli ordini:
  - Casuarinales
  - Daphniphyllales
  - Didymelales
  - Eucommiales
  - Fagales
  - Hamamelidales
  - Juglandales
  - Leitneriales
  - Myricales
  - Trochodendrales
  - Urticales
- Sottoclasse Magnoliidae comprendente gli ordini:
  - Aristolochiales
  - Illiciales
  - Laurales
  - Magnoliales
  - Nymphaeales
  - Papaverales
  - Piperales
  - Ranunculales
- Sottoclasse Rosidae comprendente gli ordini:
  - Apiales
  - Celastrales
  - Cornales
  - Euphorbiales
  - Fabales
  - Geraniales
  - Haloragales
  - Linales
  - Myrtales
  - Podostemales
  - Polygalales
  - Proteales
  - Rafflesiales
  - Rhamnales
  - Rhizophorales
  - Rosales
  - Santalales
  - Sapindales

### Monocotiledoni (Liliopsida)
- Alismatidae comprendente gli ordini:
  - Alismatales
  - Hydrocharitales
  - Najadales
  - Triuridales
- Arecidae comprendente gli ordini:
  - Arales
  - Arecales
  - Cyclanthales
  - Pandanales
- Commelinidae comprendente gli ordini:
  - Commelinales
  - Cyperales
  - Eriocaulales
  - Hydatellales
  - Juncales
  - Restionales
  - Typhales
- Liliidae comprendente gli ordini:
  - Liliales
  - Orchidales
- Zingiberidae comprendente gli ordini:
  - Bromeliales
  - Zingiberales